# Área de Conservação da Paisagem de Kübassaare
A Área de Conservação da Paisagem de Kübassaare é um parque natural localizado no Condado de Saare, na Estónia.
A sua área é de 517 hectares.
A área protegida foi fundada em 1973 para proteger a floresta de Kübassaare e os seus arredores. Em 2005, a área protegida foi designada como área de conservação paisagística.